# Kutinec vára
Kutinec vára egy várrom Horvátországban, a Sziszek-Monoszló megyei Krajiška Kutinica határában, a Monoszlói-hegység területén.

## Fekvése
A vár a Monoszlói hegység (Moslavačka gora) keleti részén, Krajiška Kutinica északi határában egy meredek magaslaton található, melyet „Turski stol”nak, azaz Török asztalnak neveznek.

## Története
A várról nem maradt fenn írásos anyag, a feltárások során a kutenyai Monoszló múzeum munkatársa Ana Bobovec azonosította várként. A romokat 1966-ban és 1996-ban kutatták, akkor sok középkori eredetű lelet, főként cseréptöredékek és vastárgyak kerültek elő. Vannak arra utaló jelek, hogy egy üvegkohó is működött itt.

## A vár mai állapota
A várhegyet képező meredek dombon, ma egymás mellett két kúp látható. A romokat tégla- és kőtörmelék takarja, közöttük pedig mély árok húzódott. A maradványokból Gjuro Szabonak úgy tűnt, hogy régen két kerek torony állt itt. A romok sorsa, mint sok más helyen az lett, hogy építőanyagként hordták el. 